# Mitudidi
Léonard Mitudidi ou Mitoudidi est un homme politique congolais engagé dans les années 1960  dans des mouvements luttant pour la décolonisation, dans le sillage des indépendances africaine.
Léonard Mitudidi a grandi dans la région du Pool, République du Congo, ex-Congo-Brazzaville. 
Il a été élève au Petit Séminaire de Mbamou, établissement dirigé par les Pères Spiritains (Congrégation du Saint-Esprit).
Un document de commémoration indique qu'il aurait commencé et interrompu des études à la Sorbonne fin 1960.
Mitudidi fréquentait à cette époque les étudiants congolais les plus politisés dont Henri Lopes et Aloise Moudileno, membres comme lui de l'Action Congolaise, mouvement étudiant fondé et dirigé par Matsocota.
Léonard Mitudidi quitte la France en 1960  afin de prendre part à la lutte du "Congo Belge", derrière Patrice Emery Lumumba. Il se met au service du gouvernement Gizenga replié à Stanleyville, où fin 1961, il devient Secrétaire général-adjoint de la Jeunesse Nationaliste Lumumbiste tout en organisant le Parti Socialiste Africain (PSA) à Stanleyville. Emprisonné après la fin du gouvernement Gizenga, il entre comme traducteur au Cabinet du ministre des Affaires étrangères ".
Il part avec Thomas Mukwidi, en novembre 1963, au Ghana, en Guinée, en Algérie qui est est alors "la Mecque des révolutionnaires" : Alger, la Mecque des révolutionnaires (1962-1974) — Wikipédia. Il est également  accueilli en Chine ou il reçoit une formation militaire et politique.
En 1963, Mitudidi est parmi les 4 cadres qui entourent Pierre Mulele en réponse à son appel à la lutte armée contre Mobutu. Cet engagement auprès de Lumumba et de Mulele est relaté par Ernesto Guevara.
En avril 1965, il participe à la Conférence au Sommet des Forces Révolutionnaires réunie au Caire, qui le nomme membre du Conseil Suprême de la Révolution ».
Pierre Mulele, après avoir suivi une formation politique et militaire en Chine, avait  lancé une insurrection populaire dans l'Est du Congo. En 1964, Mitudidi rejoint l'insurrection lancée par Mulele dans l'Est du Pays et devient, au Kivu, l'adjoint de Laurent-Désiré Kabila, chef des maquis de la région Fizi-Uvira. Au début 1965, il est nommé Chef d'Etat-Major général et Commissaire politique du Front de l'Est
Selon l’histoirien Ludo Martens, historien et homme politique belge, communiste, proche de  Laurent-Désiré Kabila et auteur d’ouvrage sur Lumumba et sur Mulele, Léonard Mitudidi a fait venir Che Guevara aux maquis du Congo
Ce dernier relate que « Dans les fréquentes conversations que nous avions, il m’expliquait les méthodes diamétralement opposées qu’utilisait Mulele, la caractéristique tout à fait différente qui avait pris le combat dans cette autre partie du Congo, bien qu’il n’ait jamais fait allusion à une critique de Kabila ou de Masengo et ait attribué tout le désordre aux particularités de la région.»
Le récit est fait par Ernesto Che Guevara : "Un messager arriva pour nous avertir que Mitudidi venait de se noyer. Son corps a été immergé pendant trois jours et a été enterré seulement le 10 juin  après que le lac l’ait ramené à la surface. Grâce à la présence de deux Cubains qui se trouvaient sur le bateau au moment de l’accident et à toute une série de conversations et d’enquêtes personnelles, j’ai pu arriver à la conclusion suivante :
Mitudidi se rendait à Ruandasi, où il avait l’intention de déménager l’état-major général, situé à environ trois kilomètres de la base de Kabimba mais, en raison du caractère inconfortable de la route, il est sorti par voie d’eau. Un vent fort soufflait et il y avait de grandes vagues dans le lac. Il semble que sa chute dans l’eau était accidentelle, tout indique ainsi; à partir de ce moment se succèdent une série d’événements étranges qu’on ne sait pas s’attribuer directement à la stupidité, à l’extraordinaire superstition -- car le lac est peuplé de toutes sortes d’esprits- ou à quelque chose de plus sérieux. Le fait est que Mitudidi, qui nageait un peu, a réussi à enlever ses bottes et a appelé à l’aide pendant environ dix ou quinze minutes, selon les déclarations des différents témoins. Il a jeté des gens pour le sauver, l’un d’entre eux était son ordonnance, qui s’est aussi noyé; le commandant François, qui allait avec lui (je ne savais jamais si il est tombé en même temps ou s’est jeté pour le sauver), a disparu. Au moment de l’accident ils ont arrêté le moteur du bateau, hors-bord, avec lequel il perdait toute sa manoeuvrabilité, puis ils l’ont arraché mais il semblait qu’une force magique ne lui permettait pas d’approcher où se trouvait Mitudidi; enfin, pendant que celui-ci continuait à appeler à l’aide, La barque s’est dirigée vers le rivage et les compagnons l’ont vu disparaître peu de temps après.
Le schéma des relations humaines entre tous les chefs congolais est si compliqué qu’on ne sait que dire de cela; [...] Ainsi, dans un accident stupide, a perdu la vie l’homme qui avait implanté un début d’organisation dans ce chaos terrible qui était la base de Kabimba".
1. 1 2 3 4 5 6 7  Demba DIALLO, « MESSAGE ORIGINAL INÉDIT À L'UNION DES JEUNESSES RÉVOLUTIONNAIRES CONGOLAISES », La Révolution, 2ème année, Organe du Conseil National de Libération par *:, vol. N°2., no (1967),‎ 15 mai 1967 (lire en ligne)
2. ↑  Henri LOPES, Il est déjà demain, J.C Lattès, 2018 (ISBN 9782709660624)
3. 1 2 3 4 5  Ernesto Che GUEVARA, Passages de la guerre révolutionnaire : le Congo, Métailié, 2000, 272 p. (ISBN 9782864243571)
4. ↑  Ludo MARTENS, « Panafricanisme ou Marxisme-Léninisme ? », {{Article}} : paramètre « périodique » manquant,‎ 1994 (C:\Users\LENOVO\Desktop\Panafricanisme ou Marxisme-Léninisme ? – Npch)